# Jon Abrahams
Jon Avery Abrahams (New York, 29 ottobre 1977) è un attore statunitense.

## Biografia
Ha recitato in molti film e show televisivi. I suoi ruoli più importanti sono Bobby in Scary Movie e Dalton Chapman in La maschera di cera.
Ha recitato anche nel videoclip musicale di Enrique Iglesias per la canzone Do You Know? (The Ping Pong Song).

## Filmografia

### Attore

#### Cinema
- Kids, regia di Larry Clark (1995)
- Dead Man Walking - Condannato a morte (Dead Man Walking), regia di Tim Robbins (1995)
- Masterminds - La guerra dei geni (Masterminds), regia di Roger Christian (1997)
- The Faculty, regia di Robert Rodriguez (1998)
- L'occasione per cambiare (Outside Providence), regia di Michael Corrente (1999)
- 1 km da Wall Street (Boiler Room), regia di Ben Younger (2000)
- Scary Movie, regia di Keenen Ivory Wayans (2000)
- Ti presento i miei (Meet the parents), regia di Jay Roach (2000)
- Texas Rangers, regia di Steve Miner (2001)
- Scene da un crimine (Scenes of the Crime), regia di Dominique Forma (2001)
- They - Incubi dal mondo delle ombre (They), regia di Robert Harmon (2002)
- La figlia del mio capo (My Boss's Daughter), regia di David Zucker (2003)
- La maschera di cera (House of Wax), regia di Jaume Collet-Serra (2005)
- Prime, regia di Ben Younger (2005)
- Bottom's Up, regia di Erik MacArthur (2006)
- Gardener of Eden - Il giustiziere senza legge (Gardener of Eden), regia di Kevin Connolly (2007)
- Matrimonio tra amici (Not since you), regia di Jeff Stephenson (2009)
- Hitchcock, regia a di S. Gervasi (2012)
- Non-Stop, regia di Jaume Collet-Serra (2014)
- We Are Your Friends, regia di Max Joseph (2015)
- Condemned, regia di Eli Morgan Gesner (2015)
- Room 105, regia di Patrick Mulvihill (2016)
- All At Once, regia di Jon Abrahams (2016)
- Apparition, regia di Waymon Boone (2019)
- 10 cose da fare prima di lasciarsi (10 Things We Should Do Before We Break Up), regia di Galt Niederhoffer (2020)
- Clover, regia di Jon Abrahams (2020)

#### Televisione
- Boston Public – serie TV, 18 episodi (2002-2003)
- Law & Order - Unità vittime speciali (Law & Order: Special Victims Unit) – serie TV, episodio 5x03 (2003)
- Criminal Minds – serie TV, episodio 10x04 (2014)
- The Mentalist – serie TV, episodio 6x18 (2014)
- Hawaii Five-0 – serie TV, episodio 7x03 (2016)

### Regista
- All At Once (2016)
- Clover (2020)
- Exploited (2022)

## Doppiatori italiani
Nelle versioni in italiano delle opere in cui ha recitato, Jon Abrahams è stato doppiato da:
- Francesco Pezzulli in Dead Man Walking - Condannato a morte, Scary Movie, Prime
- Corrado Conforti in 1 chilometro da Wall Street
- Massimiliano Alto in Ti presento i miei
- Vittorio Guerrieri in Scene da un crimine
- Stefano Billi in They - Incubi dal mondo delle ombre
- Alessandro Quarta ne La figlia del mio capo
- Riccardo Niseem Onorato in Boston Public
- Christian Iansante in Law & Order - Unità vittime speciali
- Francesco Venditti ne La maschera di cera
- Fabrizio De Flaviis in Gardener of Eden – Il giustiziere senza legge
- Federico Di Pofi in Matrimonio tra amici
- Riccardo Rossi in Criminal Minds
- Massimo Triggiani in The Mentalist
- Paolo Vivio in Major Crimes
- Daniele Raffaeli in Hawaii Five-0
- Daniele De Lisi in Stumptown
- Giorgio Paoni in Terrifier 3